# كوزو فوجيتا
كوزو فوجيتا (باليابانية: 藤田晃三؛ بالكانا: ふじた こうぞう) هو دراج ياباني، ولد في 21 نوفمبر 1967 في إيواته في اليابان.

## وصلات خارجية
- كوزو فوجيتا على موقع إحصائيات الدراجات الإحترافية (الإنجليزية)
- كوزو فوجيتا على موقع أوليمبيديا (الإنجليزية)